# Louis François Perrin de Précy

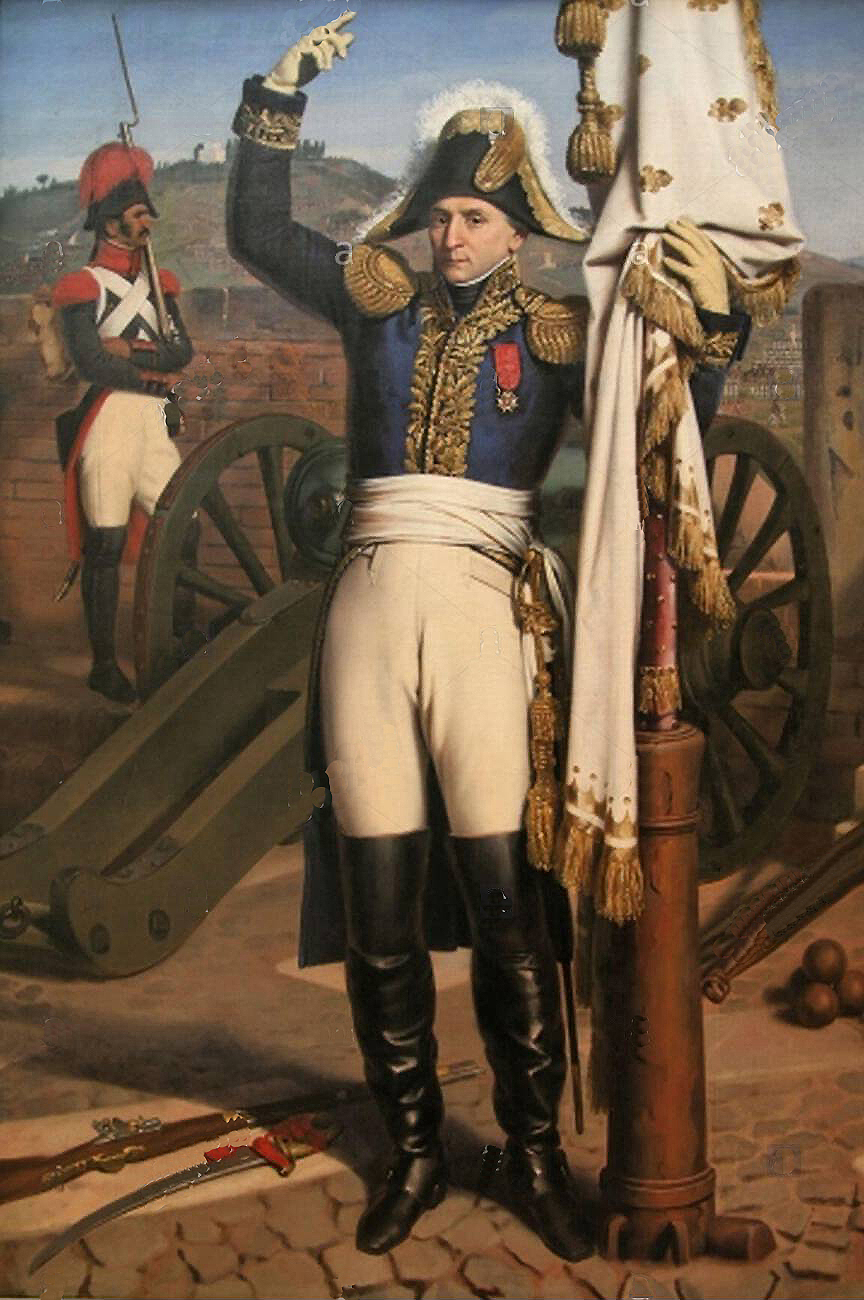
Louis François Perrin de Précy. Pintura de Jean-Joseph Dassy.

Louis François Perrin (1742 en Semur-en-Brionnais - 25 de agosto de 1820 en Marcigny), conde de Précy y general francés.
Teniente coronel de la Guardia del Rey Constitucional, organizó la defensa de Lyon durante el Sitio de Lyon el 8 de agosto de 1793 contra el ejército de la Convención. Nombrado Comendador de la Orden de San Luis el 23/08/1814. A la derrota definitiva de Napoléon volvió a servir a Luis XVIII y recobró su título de conde de Précy.
- Datos: Q939853
- Multimedia: Louis François Perrin de Précy / Q939853